# Varga Gabriella (színművész)
Varga Gabriella (Szentes, 1977. február 21. –) magyar színésznő.

## Életpályája
Szülővárosában a Horváth Mihály Gimnáziumban érettségizett. 1995-1999 között a Színház- és Filmművészeti Főiskola hallgatója volt. Diplomaszerzése után a Bárka Színház tagja lett, majd a debreceni Csokonai Színházban játszott.  2013-2024 között a székesfehérvári Vörösmarty Színház tagja volt.
Férje Csányi János színművész. Kislányuk, Róza 2009-ben született.

## Filmes és televíziós szerepei
- Valaki kopog (2000)
- De kik azok a Lumnitzer nővérek? (2006)
- Liberté '56 (2007)
- Tűzvonalban (2007-2009)
- Hacktion: Újratöltve (2013)
- Munkaügyek (2015)
- Holnap Tali! (2017-2018) Szilai tanárnő
- Holnap tali – A premier (2018) Szilai tanárnő
- Jóban Rosszban (2019) Lukács Vanda
- Jófiúk (2019)
- A renitens (2024) Szántó Izabella

## Szinkronszerepei
- A három nővér: Nesrin Kalender (İclal Aydın)

## Díjai
- Őze Lajos-díj (2024)[6]